# Аппис, Кармайн
Ка́рмайн Аппи́с (в ряде русских источников «Кармин Эппис»; англ. Carmine Appice; род. 15 декабря 1946 года, Бруклин, Нью-Йорк, США) — американский барабанщик итальянского происхождения. Старший брат барабанщика Винни Апписа.
На его стиль повлияли джазовые ударники Бадди Рич и Джин Крупа. Наиболее известен как музыкант групп Vanilla Fudge, Cactus, Beck, Bogert & Appice и Blue Murder. По словам Рика Ван Хорна, именно Аппис «создал основу для „тяжёлого“ стиля игры на барабанах… до Бонэма, до Иэна Пейса… до кого-либо ещё». Входит в список величайших барабанщиков всех времён по версии журнала Rolling Stone, занимая в нем 28 место.

## Дискография
Carmine Appice
- Carmine Appice (1981)
- Carmine Appice’s Guitar Zeus (1995)
- Carmine Appice’s Guitar Zeus II (2001)

Vanilla Fudge
- Vanilla Fudge (1967)
- The Beat Goes On (1968)
- Renaissance (1968)
- Near the Beginning (1969)
- Rock & Roll (1970)
- Mystery (1984)

Cactus
- Cactus (1970)
- One Way…Or Another (1971)
- Restrictions (1971)
- 'Ot 'N' Sweaty (1972)
- Cactus V (2006)

Beck, Bogert & Appice
- Beck, Bogert & Appice (1973)
- Live in Japan (1974)

Ян Аккерман
- Tabernakel (1974)[5]

KGB
- KGB (1976)
- Motion (1976)

Пол Стенли
- Paul Stanley (1978)

DNA
- Party Tested (1985)[6]

King Kobra
- Ready to Strike (1985)
- Thrill of a Lifetime (1986)
- King Kobra III (1988)
- Hollywood Trash (2001)

Blue Murder
- Blue Murder (1989)
- Nothin' But Trouble (1993)

Mothers Army
- Mothers Army (1993)